# Навджуванов, Мамадаёз
Мамадаёз Навжуванов (3 августа 1942, кишлак Богев, Шугнанский район, Горно-Бадахшанская автономная область, Таджикская ССР, СССР — 28 июля 2015, Душанбе, Таджикистан, похоронен в селе Манем, сельского совета Сучан, Шугнанского района ГБАО) — советский и таджикский государственный и военный деятель, последний министр внутренних дел Таджикской ССР (1989—1991) и первый министр внутренних дел независимой Республики Таджикистан (1991—1992), генерал-майор.

## Биография
Родился в кишлаке Богев Шугнанского района Горно-Бадахшанской автономной области Таджикской ССР. В 1959 году окончил среднюю школу № 20 в Шугнанском районе.

### Военная служба
В 1961 году был призван в ряды Советской Армии, после прохождения срочной службы, в 1963 году в порядке перевода был зачислен в Ленинградское высшее военно-политическое училище (ЛВВПУ) МВД СССР им. 60-летия ВЛКСМ, где в 1963-1964 г.г. прошёл курс подготовки офицеров-политработников для войск и органов внутренних дел.:

"Заслуги офицеров-политработников в Вооружённых Силах СССР, а также их преемников в нынешних структурах Главного управления по работе с личным составом Вооружённых Сил Российской Федерации трудно переоценить. Большинство моих коллег и подчиненных были выпускниками военно-политических училищ. Именно на их плечах лежал основной груз работы с людьми, в том числе и в боевой обстановке.».— генерал-лейтенант запаса Виктор Бусловский
В 1964 году поступил в Саратовское высшее военное командное Краснознамённое училище МВД СССР имени Ф. Э. Дзержинского Министерства охраны общественного порядка СССР (МООП СССР), которое окончил в 1966 году, после чего до 1968 года занимал должность заместителя командира роты по политической части в/ч 6593 МООП Таджикской ССР. В 1968 году был переведён на ту же должность в 272-й отряд отдела внутренних войск внутренней и конвойной охраны МООП Таджикской ССР, после — повышен до командира роты. Член КПСС с 1964 г.
В 1969 году назначен командиром 5-роты 586-конвойного полка 88-конвойной дивизии МВД Таджикской ССР. Данная рота явилась инициатором Всесоюзного социалистического соревнования во внутренних войсках МВД СССР.
В апреле 1970 г. за "Высокие показатели, достигнутые в боевой службе, боевой и политической подготовке", приказом по войскам №45 имя Навджуванова Мамадаёза занесено в Книгу почёта внутренних войск МВД СССР. В 1972 г. за успехи, достигнутые в боевой службе, боевой и политической подготовке, Указом Президиума Верховного Совета СССР от 16-го декабря 1972 года, Навджуванов М. был награждён Орденом Красной Звезды (№ ордена 3703197), вручённый лично Министром МВД СССР Н. А. Щелоковым.
За достигнутые успехи в боевой и политической подготовке, укреплении воинской дисциплины и обеспечении образцового внутреннего порядка в вверенном ему воинском подразделении, был делегирован на Всеармейское совещание отличников боевой и политической подготовки Министерства обороны СССР. Параллельно с 1970 по 1975 год, учился на заочном отделении юридического факультета Таджикского Государственного Университета им. В. И. Ленина.
В 1975 году был назначен помощником начальника Штаба 586-конвойного полка 88-конвойной дивизии Министерства внутренних дел Таджикской ССР. С 1975 по 1979 год проходил учёбу в Военной орденов Ленина и Октябрьской Революции, Краснознамённой, ордена Суворова академии имени М.В. Фрунзе в Москве, специальность по образованию - командно-штабная, оперативно-тактическая, общевойсковая. Окончив Военную академию имени М.В. Фрунзе, Навджуванов Мамадаёз стал первым в  СССР таджикским офицером, получившим высшее академическое военное образование.
В 1977 году был назначен старшим помощником начальника Штаба 586-конвойного полка 88-конвойной дивизии МВД Таджикской ССР. В 1979 — 1980 годах занимался подготовкой офицеров Вооруженных Сил Демократической Республики Афганистан.
С 1980 года — начальник химической службы 586-конвойного полка 88-конвойной дивизии МВД Таджикской ССР.
В 1980 — 1984 годах был командиром 33-го отдельного специального моторизованного батальона милиции 88-конвойной дивизии МВД Таджикской ССР, став инициатором Всесоюзного социалистического соревнования во внутренних войсках МВД СССР. В течение трёх лет батальон носил звание "отличного". За успехи, достигнутые в боевой службе, боевой и политической подготовке, Указом Президиума Верховного Совета СССР от 27-го декабря 1982 года, был награждён Орденом «За службу Родине в Вооружённых Силах СССР» III степени (№ ордена 48660). В указанный период времени, был также награждён Почетной грамотой Президиума Верховного Совета Таджикской ССР.
С 1984 по 1989 год — командир 586-го конвойного полка 88-конвойной дивизии МВД СССР. В апреле 1985 г. прошел обучение на факультете усовершенствования офицерского состава Высших курсов МВД СССР в городе Ташкенте. Под командованием Навджуванова М., в 1988 г. полк также стал победителем Всесоюзного социалистического соревнования во внутренних войсках МВД СССР, за достигнутые высокие результаты в боевой и политической подготовке, полку было вручено переходящее Красное Знамя МВД СССР. За победу полка, на прошедшем 21 мая 1988 г. 10-м Пленуме ЦК Компартии Таджикской ССР, большинством голосов Навджуванов М. был избран делегатом XIX Всесоюзной конференции КПСС от ЦК Компартии Таджикской ССР.
По согласованию с руководством МВД СССР и командованием внутренних войск МВД СССР, Указом Президиума Верховного Совета Таджикской ССР от 10 марта 1989 года, был назначен министром внутренних дел Таджикской ССР. На XXI съезде Компартии Таджикской ССР избран членом ЦК Компартии Таджикистана.

### Постсоветский период
Избранный в 1991 году президентом Таджикистана Рахмон Набиев, в 1992 году принялся за смещение по сфабикованным делам  с должностей высокопоставленных лиц, еще в советское время назначенных его предшественником Кахаром Махкамовым, к которому Рахмон Набиев испытывал личную неприязнь. Так, 6 марта 1992 года по приказу Рахмона Набиева, и с согласия специально созванных по такому случаю сессий Верховного Совета и Душанбинского совета депутатов был арестован председатель душанбинского горисполкома Максуд Икрамов.. Также по приказу Набиева Р., 25 марта 1992 года председатель Верховного совета Сафарали Кенджаев публично (транслировалось по ТВ) обвинил Мамадаёза Навджуванова в «превышении полномочий», в крайне оскорбительной форме. В свою очередь, М. Навджуванов обвинил С. Кенджаева в «дискриминации горцев».
Умер в Душанбе, похоронен в родном кишлаке Манем Шугнанского района ГБАО.

## Награды
Ордена
- Орден Красной Звезды;
- Орден «За службу Родине в Вооружённых Силах СССР» III степени

Медали
- Медаль «За безупречную службу» I степени;
- Медаль «За безупречную службу» II степени;
- Медаль «За безупречную службу» III степени;
- Медаль «Ветеран Вооружённых Сил СССР»
- Юбилейная медаль «50 лет Вооружённых Сил СССР»;
- Юбилейная медаль «60 лет Вооружённых Сил СССР»;
- «За воинскую доблесть. В ознаменование 100-летия со дня рождения Владимира Ильича Ленина»;
- Юбилейная медаль «Двадцать лет Победы в Великой Отечественной войне 1941—1945 гг.»;
- Медаль «Воину-интернационалисту от благодарного афганского народа»

Нагрудные знаки
- Нагрудный знак Отличник милиции;
- Нагрудный знак «За отличную службу в МВД СССР»;
- Нагрудный знак «За отличие в службе» ВВ МВД СССР I степени;
- Нагрудный знак «За отличие в службе» ВВ МВД СССР II степени;
- Юбилейный памятный знак В честь 40 летия Победы Советского народа  и его Вооруженных Сил в Великой Отечественной войне 1945-1985 от Советского комитета ветеранов войны

Грамоты
- Почетная грамота Президиума Верховного Совета Таджикской ССР

Имеет свыше 100 поощрений за весь срок военной службы.